# AAlib

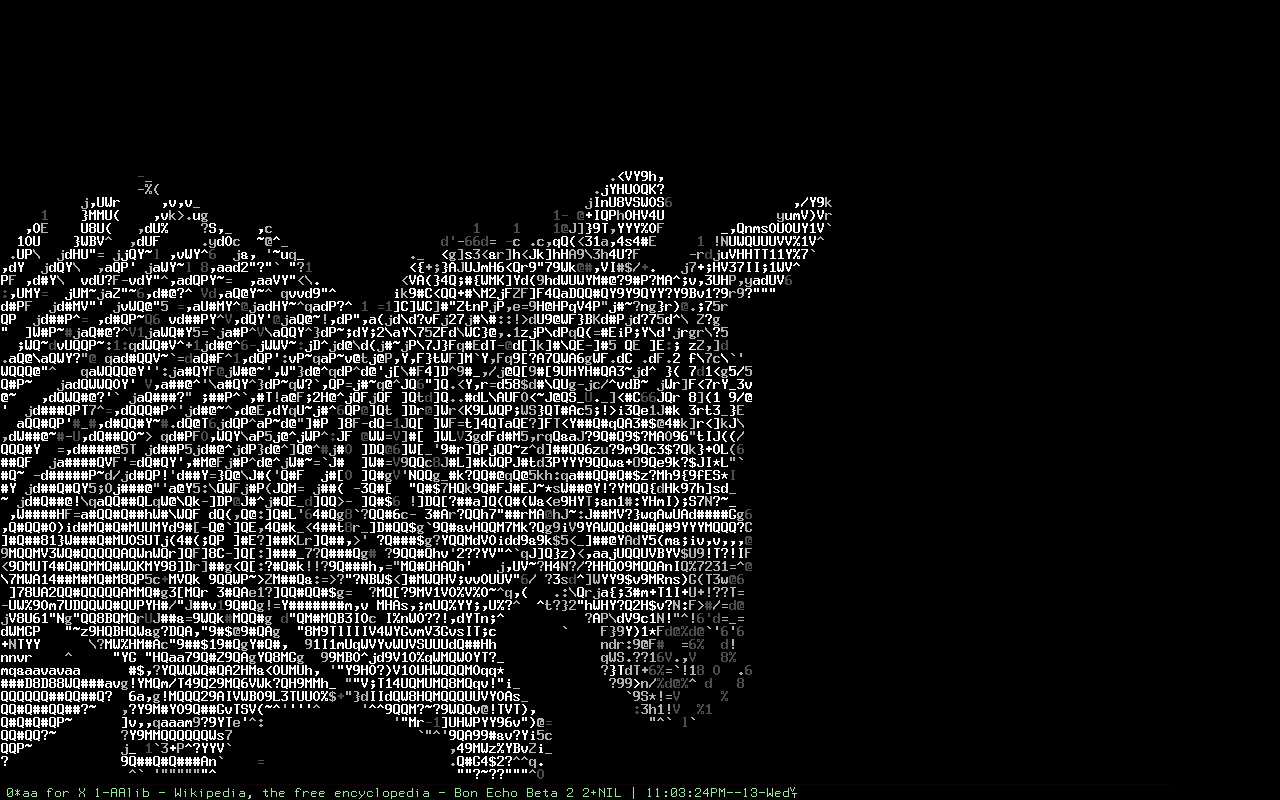
AAlib w bb demo – obraz zebry

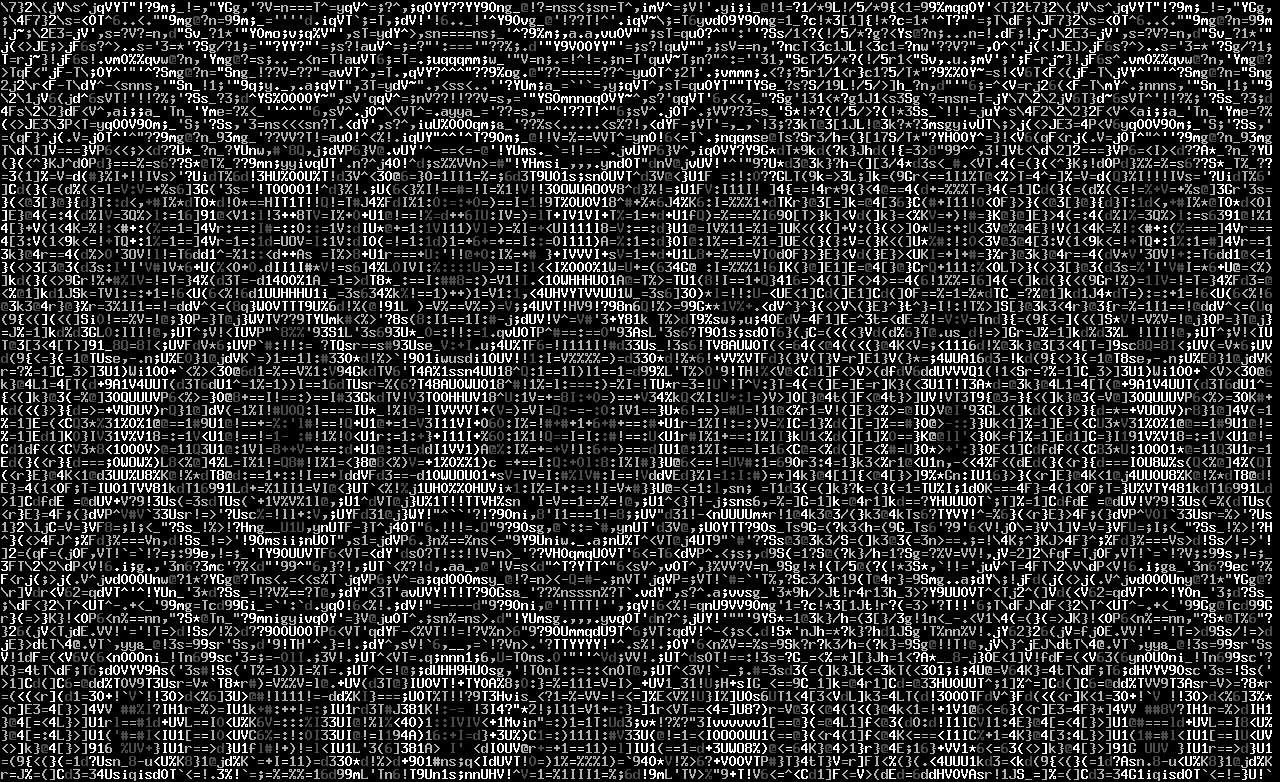
AAlib

AAlib (Ascii Art GFX Library) – biblioteka umożliwiająca konwertowanie obrazów i filmów do postaci ASCII art. Powstałe obrazy stworzone są ze znaków ASCII w różnych odcieniach szarości.
Biblioteka jest używana m.in. w grze Quake II (ttyquake) w celu umożliwienia gry na terminalach tekstowych, a także  w odtwarzaczach, które umożliwiają oglądanie filmów w trybie tekstowym (Xine, MPlayer). Możliwości biblioteki ukazuje bb demo. 
AAlib wraz z bb demo jest dostarczana do niektórych dystrybucji Linuksa. Projekt nie jest już rozwijany. Ostatnia migawka została wydana 24 kwietnia 2001 roku.